# Campeonato Mundial de Ciclismo em Pista de 1930
O Campeonato Mundial UCI de Ciclismo em Pista de 1930 foi realizado em Bruxelas, na Bélgica, nos dias 24 e 30 de agosto. Foram disputadas três provas masculinas, duas de profissionais e uma de amador.

## Sumário de medalhas

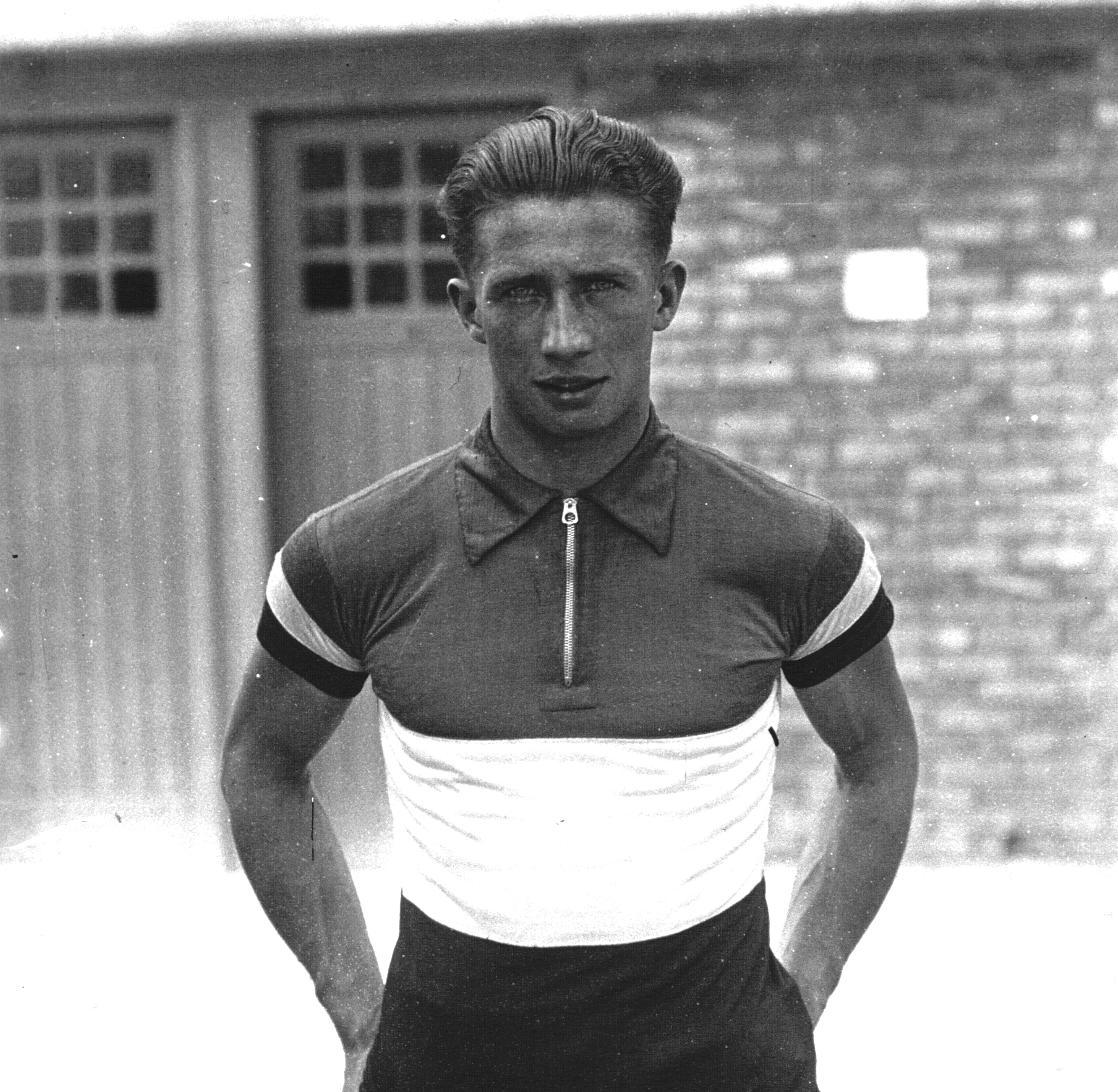
Louis Gérardin ciclista da França vencedor da prova de velocidade categoria amador.

| Eventos profissionais masculinos |                         |                               |                           |
| Velocidade individual            | Lucien Michard · França | Piet Moeskops · Países Baixos | Orlando Piani · Itália    |
| Motor-paced                      | Erich Möller · Alemanha | Georges Paillard · França     | Robert Grassin · França   |
| Evento amador masculino          |                         |                               |                           |
| Velocidade individual            | Louis Gérardin · França | Sydney Cozens · Reino Unido   | Bruno Pellizzari · Itália |

## Quadro de medalhas
| Ordem | País          | Medalha de ouro | Medalha de prata | Medalha de bronze | Total |
| ----- | ------------- | --------------- | ---------------- | ----------------- | ----- |
| 1     | França        | 2               | 1                | 1                 | 4     |
| 2     | Alemanha      | 1               | 0                | 0                 | 1     |
| 3     | Reino Unido   | 0               | 1                | 0                 | 1     |
| -     | Países Baixos | 0               | 1                | 0                 | 1     |
| 5     | Itália        | 0               | 0                | 2                 | 2     |